# Maltuzjański model wzrostu populacji
Maltuzjański model wzrostu populacji – uproszczony model dynamiki zmian populacji, stanowiący matematyczną formę koncepcji wzrostu populacji gatunku w ekosystemie sformułowanej przez Thomasa Malthusa.

## Koncepcja
W roku 1798 T.M. Malthus opublikował słynną pracę, zgodnie z którą liczba ludności rośnie w czasie w postępie geometrycznym, natomiast wzrost ilości oferowanej żywności w postępie arytmetycznym, co wcześniej czy później prowadzić musi do przeludnienia i katastrofy żywnościowej. Przyjmując założenie o ograniczonej ilości oferowanej żywności idea Malthusa reprezentuje koncepcję statycznej ilości zasobów w ekosystemie.

## Model matematyczny
Zgodnie z koncepcją Malthusa zmiana populacji {\displaystyle P} w czasie {\displaystyle t} jest wprost proporcjonalna do wielkości tej populacji, czyli inaczej mówiąc pochodna wielkości populacji {\displaystyle P} względem czasu {\displaystyle t} jest proporcjonalna do {\displaystyle P,} tj. możemy napisać:
{\displaystyle {\frac {dP}{dt}}\sim P.}
Wprowadzając współczynnik proporcjonalności {\displaystyle r,} możemy zamienić proporcjonalność równością, w wyniku czego otrzymamy:
{\displaystyle {\frac {dP(t)}{dt}}=rP(t).}
Otrzymaliśmy w ten sposób równanie różniczkowe pierwszego rzędu na funkcję zmian populacji w czasie {\displaystyle P(t).}
Równanie takie posiada nieskończenie wiele rozwiązań. Przyjmując, że w chwili, którą uznamy za początkową, tj. dla {\displaystyle t=0} wielkość populacji wynosiła {\displaystyle P_{0},} możemy to uznać za warunek początkowy:
{\displaystyle P(t)|_{t=0}=P_{0}.}
Przedstawione wyżej równanie różniczkowe wraz z warunkiem początkowym tworzą tzw. zagadnienie początkowe. Jego rozwiązanie jest jednoznaczne i wyraża go funkcja wykładnicza:
{\displaystyle P(t)=P_{0}\,e^{rt},}
gdzie:
{\displaystyle e=1+{\frac {1}{1}}+{\frac {1}{1\cdot 2}}+{\frac {1}{1\cdot 2\cdot 3}}+{\frac {1}{1\cdot 2\cdot 3\cdot 4}}+\dots \simeq 2{,}72.}
Funkcja wykładnicza występująca w rozwiązaniu zagadnienia początkowego rośnie nieograniczenie poczynając od początkowej wartości {\displaystyle P_{0}.} Dlatego też przedstawiony tu model opisuje nieograniczony wzrost populacji gatunku.
Należy zaznaczyć, że podany tutaj model matematyczny nie był nigdy przez Malthusa w ten sposób sformułowany; model ten stanowi jedynie implikację idei wysuniętych przez Malthusa.

## Zakres zastosowań
Podany model nieograniczonego wzrostu ma w rzeczywistości niezbyt duży zakres zastosowań do opisu rzeczywistych zjawisk populacyjnych. Odzwierciedlać może początkową dynamikę rozwoju populacji w przypadku ekspansji na nowe, niezasiedlone jeszcze terytoria, zwłaszcza w przypadku braku istnienia drapieżników.
Przykładem jest tutaj początkowy dynamiczny wzrost populacji szczurów, które wydostały się ze statku na niezasiedloną, izolowaną wyspę z bogatym ekosystemem roślinnym. Model taki zawodzi jednak dla dłuższego okresu, gdy nadmierna eksploatacja ekosystemu prowadzi do drastycznego jego uszczuplenia i w rezultacie do zmniejszenia się nadmiernie rozwiniętej populacji ekspandującego gatunku. Nieadekwatność modelu Malthusa dla dłuższego okresu trwania ekspansji gatunku zainspirowała P.F. Velhursta do sformułowania koncepcji ograniczonej dynamiki rozwoju populacji gatunku opartej na tzw. funkcji logistycznej.